# Pere Agustí i Molière
Pere Agustí i Molière (Torroella de Montgrí, 18 de febrer de 1903 - Sydney (New South Wales) Austràlia, 1994) era un activista català. Fill d'un barber, restà orfe als 14 anys i marxà a treballar a Olesa de Montserrat. Contactà amb el catalanisme mercè la lectura de L'Estevet, La Tralla i L'Intransigent, i quan fou cridat a files el 1926 per anar a la Guerra del Marroc marxà a Buenos Aires. Allí col·laborà en les activitats del Casal de Catalunya de Buenos Aires i col·laborà a Nació Catalana i Catalunya. Fundà també el Casal Català de Morón (Buenos Aires) Les Quatre Barres i el 1975 marxà a viure a Austràlia, on va fundar i dirigir el Casal Català de Sydney el 1982.